# Trévé
Trévé (tiếng Breton: Treve) là một xã của tỉnh Côtes-d’Armor, thuộc vùng Bretagne, tây bắc Pháp.

## Dân số
Người dân ở Trévé được gọi là Trévéens.